# Stanisław Cięciel

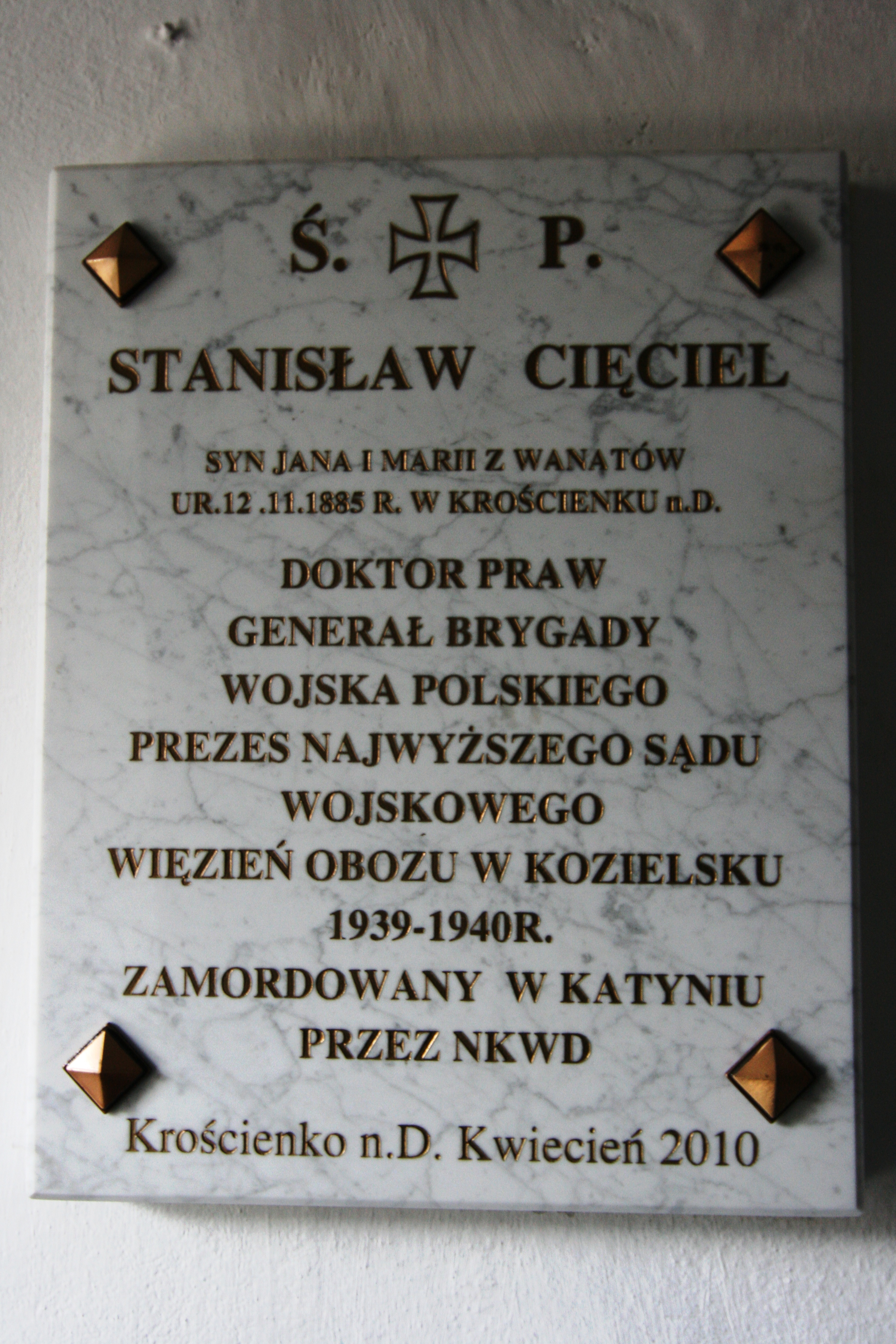
Tablica poświęcona Stanisławowi Cięcielowi w Kościele Wszystkich Świętych w Krościenku nad Dunajcem

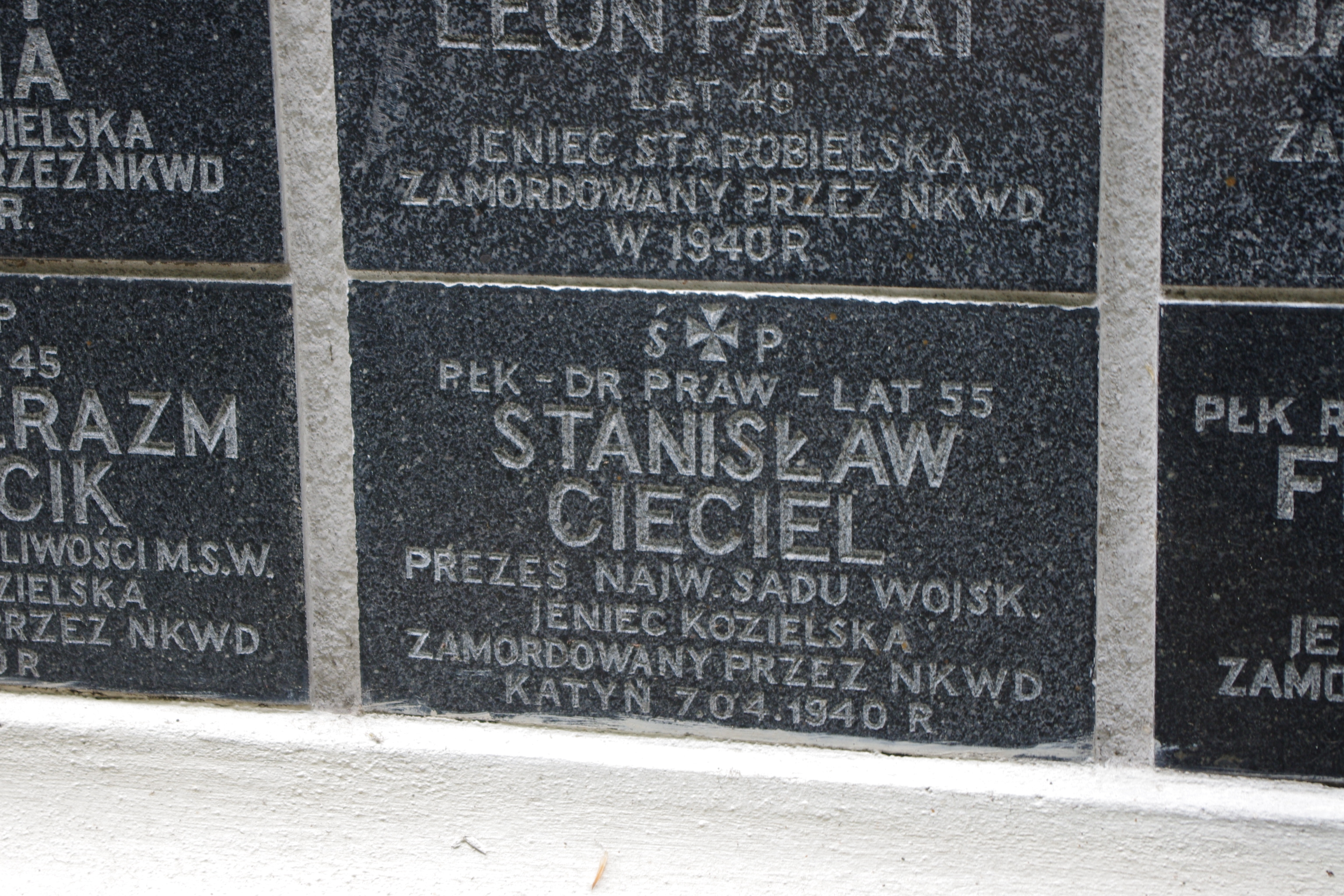
Tablica upamiętniająca pułkownika Stanisława Cięciela na ścianie zewnętrznej kościoła św. Karola Boromeusza na warszawskich Powązkach będąca częścią Sanktuarium „Poległym i Pomordowanym na Wschodzie”

Stanisław Cięciel (ur. 2 listopada 1885 w Krościenku nad Dunajcem, zm. w kwietniu 1940 w Katyniu) – doktor praw, pułkownik audytor Wojska Polskiego, wiceprezydent, następnie w 1939 prezydent Najwyższego Sądu Wojskowego, ofiara zbrodni katyńskiej.

## Życiorys
Syn Jana (1859–1944) i Marii z Wanatów (1866–1937). Ukończył studia na Wydziale Prawa Uniwersytetu Jagiellońskiego w stopniu doktora. 
W czasie I wojny światowej służył w Armii Austro-Węgier. Podczas wojny z bolszewikami był audytorem sądów polowych, a po jej zakończeniu sędzią śledczym. 3 maja 1922 roku został zweryfikowany w stopniu majora ze starszeństwem z dniem 1 czerwca 1919 roku i 5. lokatą w korpusie oficerów sądowych. W latach 1923–1924 był podprokuratorem Prokuratury przy Wojskowym Sądzie Okręgowym Nr V w Krakowie. 31 marca 1924 roku Prezydent RP Stanisław Wojciechowski, na wniosek Ministra Spraw Wojskowych, gen. dyw. Władysława Sikorskiego awansował go na podpułkownika ze starszeństwem z dniem 1 lipca 1923 roku i 3. lokatą w korpusie oficerów sądowych. 10 grudnia 1925 roku Prezydent RP mianował go prokuratorem przy wojskowych sądach okręgowych. Od 15 grudnia 1925 był prokuratorem przy Wojskowym Sądzie Okręgowym Nr V w Krakowie. 16 grudnia 1929 roku Prezydent RP zwolnił go ze stanowiska prokuratora przy wojskowych sądach okręgowych i mianował sędzią orzekającym w wojskowych sądach okręgowych, a minister spraw wojskowych przeniósł go z Prokuratury przy WSO Nr V do Wojskowego Sądu Okręgowego Nr V na stanowisko pełniącego obowiązki szefa sądu. 2 grudnia 1930 roku Prezydent Rzeczypospolitej Ignacy Mościcki nadał mu stopień pułkownika ze starszeństwem z dniem 1 stycznia 1931 roku i 2. lokatą w korpusie oficerów sądowych. Jednocześnie zezwolił mu na nałożenie oznak nowego stopnia przed 1 stycznia 1931 roku. 7 stycznia 1931 roku Prezydent RP mianował go sędzią Najwyższego Sądu Wojskowego, a minister spraw wojskowych przeniósł z WSO Nr V do Najwyższego Sądu Wojskowego w Warszawie na stanowisko sędziego. W 1939 był prezydentem Najwyższego Sądu Wojskowego.
5 września 1939, w czasie kampanii wrześniowej, ewakuowany do Tarnopola. Po agresji ZSRR na Polskę dostał się do niewoli sowieckiej w rejonie Tarnopola. Przebywał w obozie jenieckim w Kozielsku. Wiosną 1940 został zamordowany przez funkcjonariuszy NKWD w Katyniu i tam pogrzebany w bezimiennej mogile zbiorowej, gdzie od 28 lipca 2000 mieści się oficjalnie Polski Cmentarz Wojenny w Katyniu. W miejscu tym prowadzone były ekshumacje i prace archeologiczne. W 1943 jego ciało zidentyfikowano podczas ekshumacji prowadzonych przez Niemców pod numerem 3502 (dosł. określony jako Cencel Stanislaw). Przy zwłokach Stanisława Cięciela zostały odnalezione: 2 listy, 5 pocztówek oraz 1 odznaka. Figuruje na liście wywózkowej 014 z 4 kwietnia 1940.

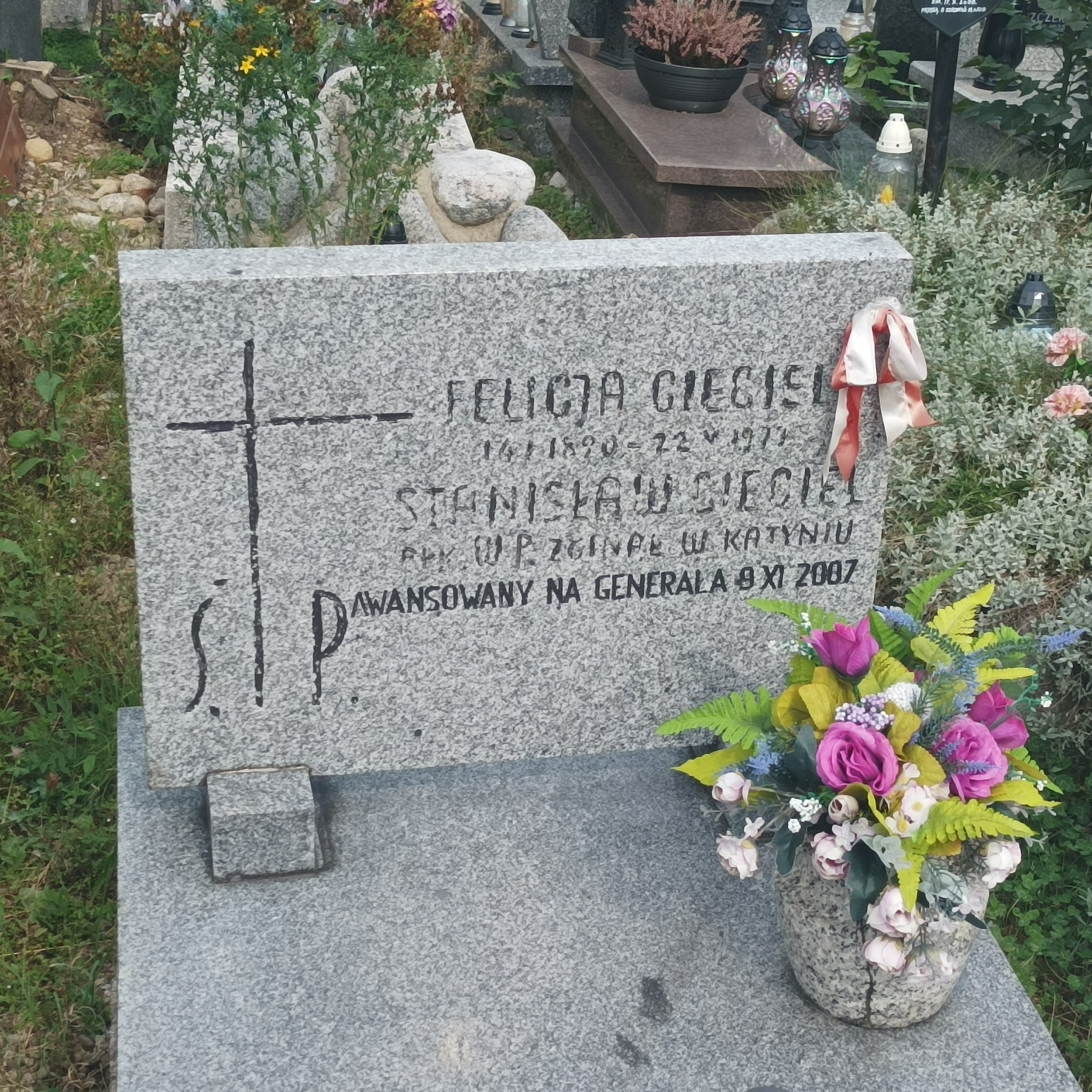
Grób symboliczny gen. Stanisława Cięciela na Nowym Cmentarzu w Zakopanem (kwatera C4)

Postanowieniem nr 112-48-07 Prezydenta RP Lecha Kaczyńskiego z 5 października 2007 został awansowany pośmiertnie do stopnia generała brygady. Awans został ogłoszony 9 listopada 2007 w Warszawie, w trakcie uroczystości „Katyń Pamiętamy – Uczcijmy Pamięć Bohaterów”.
Żonaty, miał córkę Marię.

## Ordery i odznaczenia
- Krzyż Oficerski Orderu Odrodzenia Polski (11 listopada 1937)[25]
- Złoty Krzyż Zasługi (10 listopada 1928)[26]
- Medal Pamiątkowy za Wojnę 1918–1921
- Medal Dziesięciolecia Odzyskanej Niepodległości